# I Can't Give You Anything but Love
I Can't Give You Anything but Love(, Baby) är en amerikansk sång och jazzstandard som vanligen anses vara skriven av Jimmy McHugh (musik) och Dorothy Fields (text) - men den egentlige upphovsmannen till musiken kan ha varit Fats Waller och texten kan ha skrivits av Andy Razaf. Den framfördes första gången av Adelaide Hall den 4 januari 1928 i musikalen Blackbird Revue, vilken gick upp på Broadway som Blackbirds of 1928 den 9 maj samma år. Efter den första inspelningen (av Meyer Davis den 10 maj 1928) har låten spelats in ett otal gånger av ett otal artister, bland vilka kan nämnas: Louis Armstrong, Nat King Cole, Duke Ellington, Billie Holiday, Marlene Dietrich, Glenn Miller, Mills Brothers, Oscar Peterson, Lester Young, Peggy Lee, Lena Horne, Sarah Vaughan, Eartha Kitt, Ella Fitzgerald och Django Reinhardt. 2014 spelades den in av Tony Bennett och Lady Gaga.
Låten har även använts i många filmer - mest känt är kanske Lena Hornes framförande i Stormy Weather 1943.